# Credo dell'aviere
Il credo dell'aviere è un credo per i membri dell'U.S. Air Force. Fu introdotto unilateralmente nel 2007 dal generale T. Michael Moseley, capo di Stato Maggiore dell'Aeronautica degli Stai Uniti. In una lettera con cui presentava il credo, Moseley scrisse che una delle sue "priorità somme" era "corroborare il sentimento guerriero in ogni aviere della nostra Forza Totale." Pertanto, l'intento del credo era esaltare la costruzione del sentimento guerriero tra i suoi avieri e dare agli avieri un'affermazione concreta di valori.
Il credo dell'aviere contribuisce a fondare un legame coerente tra i membri USAF. È alimentato dalla tradizione dell'Air Force e, per usare le parole di Moseley, da "la cultura votata al combattimento, la convinzione, il carattere, l'etica, la mentalità, lo spirito e l'anima che noi favoriamo in tutti gli avieri."
Questo credo ha sostituito tutti gli altri testi analoghi precedentemente usati dall'Air Force, tra cui NCO Creed, SNCO Creed, Chief's creed, e First Sergeant's Creed.

## Il testo

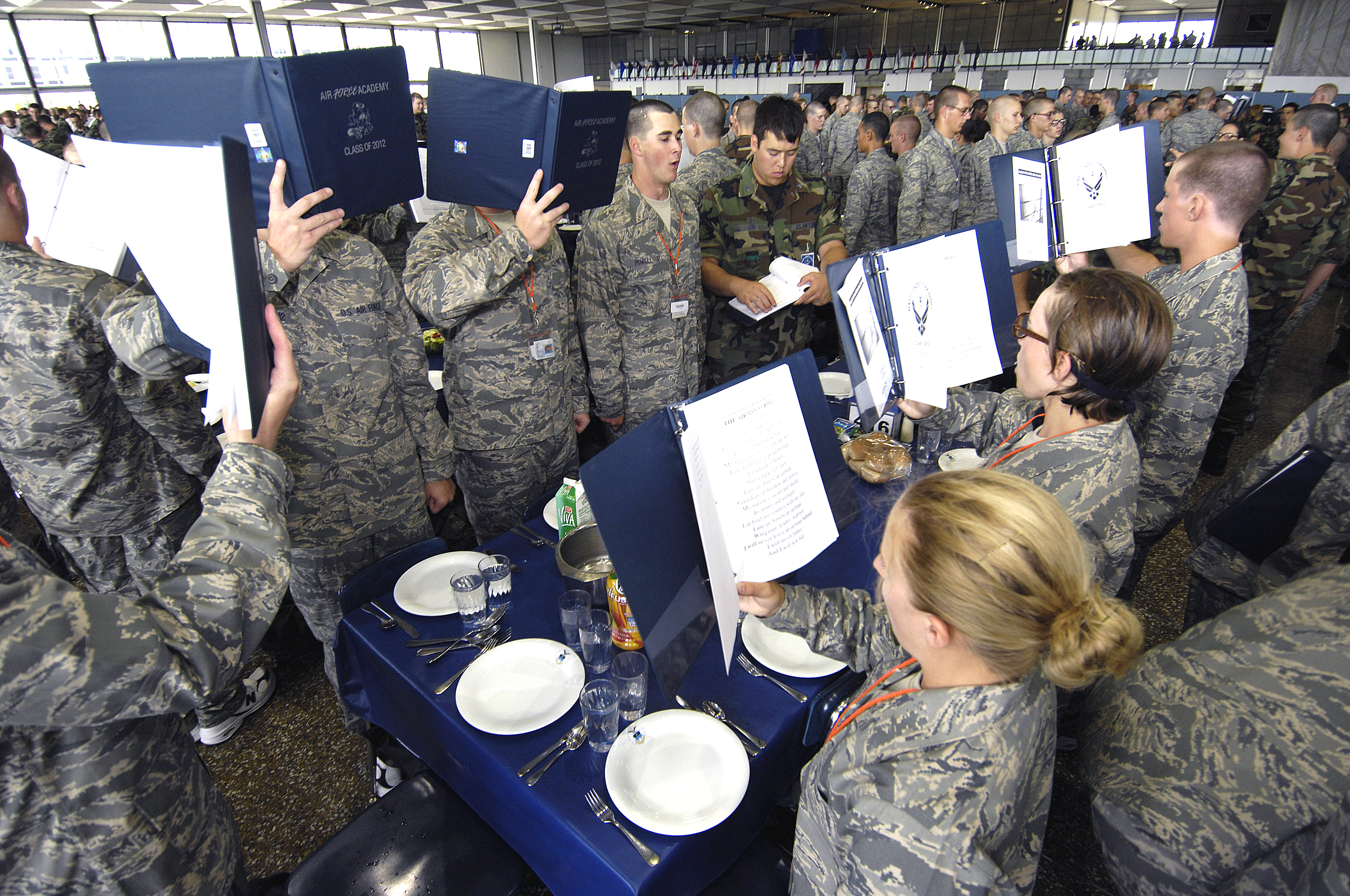
Allievi ufficiali USAF recitano il credo dell'aviere prima del pasto alla United States Air Force Academy.

I have answered my Nation’s call.

I am an American Airman.
My mission is to Fly, Fight, and Win.
I am faithful to a Proud Heritage,
A Tradition of Honor,
And a Legacy of Valor.

I am an American Airman.
Guardian of Freedom and Justice,
My Nation’s Sword and Shield,
Its Sentry and Avenger.
I defend my Country with my Life.

I am an American Airman.
Wingman, Leader, Warrior.
I will never leave an Airman behind,
I will never falter,
And I will not fail.»
_________________
 

(Traduzione:
 
Sono un guerriero.

Ho risposto alla chiamata della mia nazione.

Sono un aviatore americano.

La mia missione è di volare, combattere e vincere.

Sono fedele a un passato glorioso,

Una tradizione d'onore,

E un retaggio di valore.

Sono un aviatore americano.

Guardiano della libertà e della giustizia,

La spada e lo scudo della mia nazione,

La sua sentinella e il Vendicatore.

Difendo il mio Paese con la mia vita.

Sono un aviatore americano.

Membro dello stormo, Leader, Guerriero.

Non lascerò mai un aviatore indietro,

Non esiterò mai,

E non fallirò.)